# 阿爾布雷希特七世 (梅克倫堡)
阿爾布雷希特七世（德語：Albrecht VII.，1486年7月25日—1547年1月5日），梅克倫堡-居斯特羅公爵，1520年至1547年在位。

## 家庭
1524年，阿爾布雷希特與布蘭登堡的安娜結婚，兩人共有4子1女：
1. 約翰·阿爾布雷希特（1525年—1576年）
2. 烏爾里希（1527年—1603年）
3. 安娜（英语：Anna of Mecklenburg）（1533年—1602年）
4. 克里斯多福（英语：Christopher, Duke of Mecklenburg）（1537年—1592年）
5. 卡爾一世（1540年—1610年）